# Washington Hispanic
Washington Hispanic es un periódico semanal en español con sede en Washington D. C., fundado el 6 de mayo de 1994, para satisfacer la creciente demanda de la comunidad hispana de la capital de EE. UU., pero además, se distribuye en los estados de Maryland y Virginia. 
La empresa Washington Hispanic Inc. tiene su sede en Silver Spring (Maryland).
Se imprimen 55.000 ejemplares a la semana, con más de 2500 puntos de distribución.
Washington Hispanic tiene su sede central en Adams Morgan, una de las áreas más conocidas de DC, situación que lo convierte en el único periódico de gran envergadura en español asentado en la capital de la nación.
Washington Hispanic distribuye además los suplementos de casaguía, saludguía y autoguía.
Johnny Yataco y Nelly Carrión son sus directores, quienes suelen participar en foros, charlas, festivales y eventos sobre la comunidad hispana.